# Mallosia graeca
Mallosia graeca är en skalbaggsart som först beskrevs av Sturm 1843.  Mallosia graeca ingår i släktet Mallosia och familjen långhorningar. Inga underarter finns listade i Catalogue of Life.